# Veselíčko (Přerovi járás)
Veselíčko település Csehországban, Přerovi járásban. Veselíčko Dolní Újezd, Výkleky, Radvanice, Lazníčky, Lipník nad Bečvou, Osek nad Bečvou és Lazníky településekkel határos. Lakosainak száma 916 fő (2024. január 1.).

## Népesség
A település lakosságának változását az alábbi diagram mutatja:
| Lakosok száma | 1124 | 1093 | 1011 | 954  | 835  | 834  | 900  | 900  | 871  | 916  |
|               | 1869 | 1890 | 1921 | 1950 | 1980 | 2001 | 2017 | 2019 | 2022 | 2024 |